# جایزه ونوس
جایزه ونوس (انگلیسی: Venus Award)، جایزه‌ای است که به فیلم‌های حوزهٔ پورنوگرافی تعلق می‌گیرد. این جایزه از سال ۱۹۹۷ تاکنون و به صورت سالانه به فیلم‌های پورنوگرافی داده می‌شود. مقر این جایزه شهر برلین است.
جوایز در سی دسته مختلف اهدا می‌شود و نمایش زنده رقص برهنه، سوارکاری تاپ‌لس روی گاو، کشتی روغنی و سکس به اجرا در می‌آید. ویژگی جایزه ونوس این است که کارگردانان، هنرمندان و فیلم‌ها با رقبایی از کشور خودشان وارد مسابقه می‌شوند نه کشورهای دیگر (آلمان با آلمان، فرانسه با فرانسه، الخ).
از سال ۲۰۰۵ تا ۲۰۰۹ جوایز اروتیک‌لاین به جای جایزه ونوس برگزار شد و از سال ۲۰۱۰ مجدداً جایزه ونوس برگزار شد.